# Памятник Тарасу Шевченко (Тернополь)
Памятник Тарасу Шевченко — памятник в Тернополе (Украина). Посвящён украинскому поэту Тарасу Шевченко. Находится на Театральной площади возле Тернопольского областного театра. Памятник монументального искусства Украины, охранный номер 33.

## История
Автор памятника — местный скульптор Николай Невеселый, архитектурную привязку выполнил главный на тот момент архитектор Тернополя Станислав Калашник.
Современный памятник Тарасу Шевченко в Тернополе — не первый в городе. Ранее, с 1953 года (или 1952), в Тернополе стоял памятник Шевченко в городском парке (примерно на месте современного памятника Бандере). Он был создан из непрочного материала, и, по разным оценкам, не имел художественной ценности. Из-за реконструкции парка в 1970-х годах был снесён.
В марте 1982 года, когда проводился Всесоюзный литературно-художественный праздник «В семье свободной, новой», в сквере возле театра торжественно был открыт новый памятник Тарасу Шевченко.
Напротив памятника расположена Тернопольская ООШ № 3. Существует традиция возложения цветов выпускниками этой школы каждое первое сентября.

## Описание
Памятник представляет собой бронзовую сидячую фигуру Тараса Шевченко, установленную на двухступенчатом гранитном постаменте серого цвета. Высота скульптуры — 2,8 м, постамента — 1,2 м. Писатель изображён пожилым, задумавшимся, его плечи склонены, голова чуть развёрнута направо, руки сложены на правом колене.